# Macolor niger
Macolor niger är en fiskart som först beskrevs av Forsskål, 1775.  Macolor niger ingår i släktet Macolor och familjen Lutjanidae. Inga underarter finns listade i Catalogue of Life.